# 요한 크리스토프 프리드리히 구츠무츠
요한 크리스토프 프리드리히 구츠무츠(독일어: Johann Christoph Friedrich Guts-Muths, 1759년 8월 9일~1839년 5월 21일)는 독일의 교육자, 체육학자이다. 근대 체육 교육을 확립했으며 학교의 교육 과정에 체계적인 신체 활동 교육을 도입했다. 또한 체조의 개척자 중 한 사람으로 최초의 체조 지침서인 《청년을 위한 체조 》(Gymnastik für die Jugend, 1793년)을 집필했다.